# Pierre Ferrari (psychiatre)
Pour les articles homonymes, voir Ferrari.
Pierre Ferrari, né le 13 janvier 1935 et mort le 8 août 2016 à Paris, est un psychiatre, psychanalyste français.

## Biographie
Il obtient son doctorat de médecine à Paris en 1962, et il succède à Roger Misès au poste du chef de service en psychiatrie infanto-juvénile de la Fondation Vallée, à Gentilly en 1993. Il est professeur de psychiatrie de l'enfant et de l'adolescent à l'université de Paris-Sud la même année.
Il a écrit de nombreux ouvrages que l'Association psychanalytique de France, dont il était membre, mentionne sur son site, notamment sur l'autisme infantile,.
Membre de l’Association psychanalytique internationale, président de la Société française de psychiatrie de l’enfant et de l’adolescent, il est cofondateur en 1996 de l'Association européenne de psychiatrie de l'enfant et de l'adolescent (AEPEA),,.

## Œuvres
Il a publié de nombreux ouvrages et articles mentionnés sur le site de la SPP (Bibliothèque Sigmund Freud).
- L'autisme infantile,  Paris, Presses universitaires de France, 1994, 127 p.
- Psychiatrie de l'enfant et de l'adolescent, en collaboration avec Catherine Epelbaum, Paris, Flammarion, Médecine-Sciences, 1999, 588 p.  (ISBN 2-257-10173-1)